# Гайнц Фолльмар
Гайнц Фолльмар (нім. Heinz Vollmar, 26 квітня 1936, Занкт-Інгберт — 12 жовтня 1987, Занкт-Інгберт) — саарський та західнонімецький футболіст, що грав на позиції нападника.
Виступав, зокрема, за «Саарбрюкен», а також національні збірні Саару та національну збірну ФРН, будучи у складі другої з них учасником чемпіонату світу 1962 року.

## Клубна кар'єра
Вихованець клубу «Занкт-Інгберт» з рідного міста. У сезоні 1954/55 дебютував за команду у Аматорській лізі Саару, вигравши свою групу та вийшовши до Південно-західної Другої Оберліги, одного з кількох других дивізіонів ФРН. У сезоні 1956/57 Фолльмар з командою виграв і цю групу, вийшовши до Південно-західної Оберліги, однієї з кількох вищих дивізіонів ФРН. Там він дебютував 16 серпня 1959 року в матчі проти Людвігсгафена (5:1) і загалом за сезон забив 14 голів у 19 іграх, але «Занкт-Інгберт» не зумів зберегти прописку в еліті. Фолльмар спробував у сезоні 1958/59 негайно повернутись до Оберліги, але посів з клубом лише 4 місце.
Тим не менш наступний розіграш Фолльмар розпочав вже у вищому дивізіоні, оскільки влітку 1959 року перейшов до клубу «Саарбрюкен», за який відіграв наступні 7 сезонів. У сезоні 1960/61 Фолльмар забив 19 голів у 26 іграх, а Саарбрюккен виграв чемпіонат Південно-західної Оберліги, пробившись у фінальний раунд чемпіонату Німеччини 1961 року. Там у шести матчах проти «Айнтрахта» з Франкфурта, «Гамбурга» та «Боруссії» з Дортмунда Фолльмар забив три голи, але команда не подолала груповий етап. У наступному році Гайнц забив вже 20 голів, але команда цього разу стала лише третьою, не вийшовши до фінального етапу, а в останньому розіграші Оберліги 1962/63 результативність Фолльмара впала і він забив лише 6 голів. Загалом у 1959—1963 роках Гайнц Фолльмар зіграв 102 матчі і забив 56 голів в Оберлізі Південний Захід за «Саарбрюккен».
Наступного сезону «Саарбрюккен» стартував у новоствореній Бундеслізі і Фолльмар дебютував в єдиній найвищій лізі 24 серпня 1963 року в домашній грі проти «Кельна» (0:2). Команда виступала невдало і вилетіла із Бундесліги після дебютного сезону, а Гайнц Фолльмар забив лише три голи в 23 матчах. Останній матч у цьому турнірі Гайнц провів 9 травня 1964 року проти «Шальке 04» (1:1). Після вильоту Фолльмар продовжив кар'єру в «Саарбрюккені» і відправився з ним у другий дивізіон, Регіоналлігу Південний Захід на сезон 1964/65. Команда успішно виграла свою групу, втім програла стикові матчі за право виходу до Бундесліги. Завершив кар'єру футболіста виступами за команду «Саарбрюкен» у 1966 році.

## Виступи за збірні
Фоллмар був громадянином Саару, території, що потрапила під протекторат Франції після Другої світової війни, і чотири рази рази зіграв за національну збірну Саару, забивши в цих матчах чотири голи. Дебютував за неї 9 серпня 1955 року в товариській грі проти другої збірної Франції (7:5), відзначившись хет-триком, а його остання поява в складі Саару відбулася 6 червня 1956 року проти Нідерландів (2:3), де забив гол. Ця гра стала останньою в історії збірної Саару, оскільки регіон на референдумі підтримав приєднання до ФРН і СФС втратив членство в ФІФА, ставши частиною футбольного союзу Німеччини.
Менш ніж за місяць після останнього матчу за Саар, 30 червня 1956 року в товариському матчі зі збірною Швеції (2:2) Фолльмар дебютував в офіційних матчах у складі національної збірної ФРН. Через півроку, 23 грудня 1956 року в товариському матчі проти Бельгії (4:1) він забив перший гол за нову національну збірну. Востаннє зіграв у складі ФРН 8 березня 1961 року в товариському поєдинку з Бельгією (1:0). Загалом протягом кар'єри у національній команді, яка тривала 2 роки, провів у її формі 12 матчів, забивши 3 голи.
Незважаючи на те, що минув понад рік з моменту його останнього матчу в збірній, Фолльмар був включений до складу західнонімецької команди на чемпіонату світу 1962 року у Чилі, втім на поле не виходив.
Помер 12 жовтня 1987 року на 52-му році життя від серцевої недостатності під час пробіжки в лісі між Занкт-Інгбертом та Зульцбахом біля свого будинку..

## Статистика виступів

### Статистика виступів за збірну
| Дата       | Місто      | Господарі  | Результат | Гості      | Турнір           | Голи | Примітки |
| ---------- | ---------- | ---------- | --------- | ---------- | ---------------- | ---- | -------- |
| 9-10-1955  | Саарбрюкен | Саар       | 7 – 5     | Франція    | товариський матч | 3    |          |
| 16-11-1955 | Саарбрюкен | Саар       | 1 – 2     | Нідерланди | товариський матч | -    |          |
| 1-5-1956   | Саарбрюкен | Саар       | 1 – 1     | Швейцарія  | товариський матч | -    |          |
| 6-6-1956   | Амстердам  | Нідерланди | 3 – 2     | Саар       | товариський матч | 1    |          |
| Усього     |            | Матчів     | 4         |            | Голів (4 місце)  | 4    |          |